# Xipholena
Xipholena és un gènere d'ocells de la família dels cotíngids (Cotingidae).

## Llistat d'espècies
Segons la Classificació del Congrés Ornitològic Internacional (versió 14.2, 2024) aquest gènere està format per tres espècies:
- Cotinga pompadour (Xipholena punicea Pallas, 1764)
- Cotinga cuablanca (Xipholena lamellipennis Lafresnaye, 1839)
- Cotinga alablanca (Xipholena atropurpurea Wied-Neuwied, M, 1820)